# 13320 Jessicamiles
A 13320 Jessicamiles (ideiglenes jelöléssel 1998 RL79) a Naprendszer kisbolygóövében található aszteroida. A LINEAR projekt keretében fedezték fel 1998. szeptember 14-én.